# Araguaiana
Araguaiana é um município brasileiro do estado de Mato Grosso. Localiza-se a uma latitude 15º44'02" sul e a uma longitude 51º49'53" oeste, estando a uma altitude de 270 metros. Sua população estimada em 2004 era de 3 447 habitantes.
Possui uma área de 6 438,12 km².

## História
Araguaiana foi primeiro município criado no leste mato-grossense, tendo sido desmembrado diretamente de Cuiabá com território diminuído em 8 de junho de 1913. O município era o quarto do Estado em extensão territorial - 216.429 km² - menor apenas que Cuiabá, Vila Bela da Santíssima Trindade e Diamantino.
A Lei nº 698, de 12 de junho de 1915, alterou a denominação de Araguaia para Registro do Araguaia, instituindo a Comarca. Registro do Araguaia acabou cedendo considerável parte do seu território para a criação do município de Santa Rita do Araguaia, perdendo a importância antiga, enquanto que o sul se desenvolvia.
A Lei nº 161, de 21 de abril de 1932, alterou a denominação de Registro do Araguaia para Araguaiana. Com o surgimento de outros municípios, Araguaiana estagnou-se novamente, perdendo assim o prestigío. Dentre os Municípios criados, Barra do Garças foi um dos que mais cresceu, tornando-se o suporte de Araguaiana. Com a Lei nº 121, de 15 de junho de 1948, o município de Araguaiana foi extinto, passando para a condição de distrito de Barra do Garças.
Através da Lei nº 5.006, de 13 de maio de 1986, resgatou o antigo município de Araguaiana, porém com território diminuído.

## Últimos prefeitos eleitos
| Ano  | Prefeito             | Partido | Votos | %     | Ref    |
| ---- | -------------------- | ------- | ----- | ----- | ------ |
| 2004 | Paulão               | PPS     | 1.080 | 52,48 | [ 14 ] |
| 2008 | Pedro Paschoal       | PMDB    | 951   | 41,69 | [ 15 ] |
| 2012 | Professor Jose Marra | PSDB    | 1.482 | 61,98 | [ 16 ] |
| 2016 | Getúlio              | PSDB    | 1.446 | 58,21 | [ 17 ] |
| 2020 | Getúlio              | PSB     | 1.750 | 69,09 | [ 18 ] |
| 2024 | Professor Jose Marra | MDB     | 1.441 | 54,03 | [ 19 ] |